# Walter (groupe)
Pour les articles homonymes, voir Walter.
Walter est un groupe de rock français à tendance reggae.

## Discographie
- J'irai (2003)
- Signes de vie (2005)
- Assita (2007)